# Eumorphus fryanus fryanus
Eumorphus fryanus fryanus es una subespecie de coleóptero de la familia Endomychidae.

## Distribución geográfica
Habita en Sumatra, Malaya y Sarawak.